# 유예 (소설)
〈유예〉(猶豫)는 오상원이 1955년에 발표한 단편소설이다. 이 작품은 총살을 앞둔 국군 소대장의 죽음 직전에 주어진 1시간의 유예 시간에 떠오른 상념들을 과거, 미래를 오가면서 묘사하고 있는 액자 구성이며 의식의 흐름이라는 새로운 형식을 통해 극한 상황에서 작용하는 인간의 심리 상태를 조명하여 전쟁의 비극성과 무의미성을 드러내고 있는 소설이다.

## 줄거리
주인공이 인솔한 수색대는 전투를 계속하며 북으로 전진하였다. 너무 깊숙히 들어가버린 그의 부대는 적에게 포위되어 하나 둘 죽어가고 포위망에서 벗어났을 때는 겨우 여섯 명만이 남아있었다.
후에 나머지도 죽고 혼자 남은 주인공은 남쪽을 향해 필사의 탈출을 시도하고 마을을 발견하게 되지만 그 마을은 이미 적에게 점령되어 있었다. 그곳에서 본 총살당하기 직전의 아군이 자신처럼 느껴져 적들의 사수에게 총을 난사하고, 결국 그 자신도 포로가 되고 만다.
총살형이 확정된 후 그에게는 1시간의 유예시간이 주어진다. 그는 유예 기간에 과거와 죽음 뒤의 일들을 생각하게 되고 총살을 당하러 끌려간다.
그러고는 처형을 당하고 만다.

## 등장 인물
- 그 : 부대원들을 이끌고 산속으로 들어가나 인민군에게 붙잡혀 총살당하게 된다.
- 선임하사 : 죽음 앞에서 고통이나 슬픔 없이 미소를 짓는다.
- 인민군 : '그'를 심문하고 총살하는 사람들.